# Canton de Chalonnes-sur-Loire
Le canton de Chalonnes-sur-Loire est une circonscription électorale française située dans le département de Maine-et-Loire et la région Pays de la Loire.
Au redécoupage cantonal de 2014, le canton qui comptait cinq communes en compte dès lors dix-sept.

## Histoire

### Histoire de 1790 à 2014
Le canton de Chalonnes (chef-lieu) est créé en 1790, dépendant du district d'Angers, puis en 1800 de l'arrondissement d'Angers.
Avant la réforme territoriale de 2013, le canton groupe cinq communes que sont Chalonnes-sur-Loire, Chaudefonds-sur-Layon, Denée, Rochefort-sur-Loire et Saint-Aubin-de-Luigné.
Situé en rive gauche de la Loire, ce canton est organisé autour de Chalonnes-sur-Loire dans l'arrondissement d'Angers. Sa superficie est de plus de 111 km2 (11 192 hectares,), et son altitude varie de 10 mètres (Chalonnes) à 104 mètres (Rochefort), pour une altitude moyenne de 24 mètres. Il comptait 12 417 habitants en 2012.

### Histoire à partir de 2015
Le nouveau découpage territorial pour le département de Maine-et-Loire est défini par le décret du 26 février 2014. La composition du canton est alors remodelée, avec une entrée en vigueur au renouvellement des assemblées départementales de mars 2015. Il comprend dès lors les communes suivantes : Bécon-les-Granits, Chalonnes-sur-Loire (bureau centralisateur), Champtocé-sur-Loire, Chaudefonds-sur-Layon, La Cornuaille, Denée, Ingrandes, Le Louroux-Béconnais, La Possonnière, La Pouëze, Rochefort-sur-Loire, Saint-Aubin-de-Luigné, Saint-Augustin-des-Bois, Saint-Georges-sur-Loire, Saint-Germain-des-Prés, Saint-Sigismond, Villemoisan. Seize communes appartiennent à l'arrondissement d'Angers et une, La Pouëze, à l'arrondissement de Segré.
Par un décret du 23 décembre 2015 modifiant le précédent, la commune du Fresne-sur-Loire est intégrée dans le canton afin de permettre la création de la commune nouvelle d’Ingrandes-Le Fresne sur Loire le 31 décembre 2015.

## Géographie

Carte du canton en 2014.

Le canton est marqué par le commerce, grâce à sa position géographique près de la Loire qui a longtemps permis le transport maritime. Les productions principales de ce canton sont le chanvre, cultivé en vue de la production de lin, puis de vêtements, le vin, avec un vignoble assez vaste et comportant les appellations Layons, les Chaume et Quarts de Chaume. On y trouvait aussi des mines de charbon, dont les traces visibles ne se limitent plus aujourd'hui qu'à deux chapelles de mineurs, l'une à Chalonnes (Corniche Angevine) et l'autre à Rochefort.
Quelques chiffres (2007) :
- Surface agricole utile (ha) : 6 582 (pour 6 410 en 1999) ;
- Surface agricole moyenne (ha) : 26,00 (pour 35,00 en 1999) ;
- Nombre d'exploitations : 253 (pour 179 en 1999) ;
- Entreprises de + de 50 salariés : 5 (pour 5 en 1999) ;
- Entreprises de - de 50 salariés : 916 (pour 267 en 1999).

En 2009, sur 958 établissements présents dans le canton, 23 % relevaient du secteur de l'agriculture (pour 18 % sur l'ensemble du département), 7 % relevaient du secteur de l'industrie, 10 % du secteur de la construction, 47 % du secteur du commerce et des services (pour 52 % sur le département) et 13 % de celui de l'administration et de la santé. Deux ans plus tard, en 2011, sur les 1 214 établissements présents, 18 % relevaient du secteur de l'agriculture (pour 15 % sur l'ensemble du département), 7 % relevaient du secteur de l'industrie, 11 % du secteur de la construction, 53 % du secteur du commerce et des services (pour 57 % sur le département) et 12 % de celui de l'administration et de la santé.

## Représentation

### Conseillers d'arrondissement (de 1833 à 1940)
| Période                                  | Période | Identité                          | Étiquette | Qualité |
| ---------------------------------------- | ------- | --------------------------------- | --------- | --- |
| 1833                                     | 1836    | M. Cellier                        |           | Avocat à la Cour royale d'Angers                                                                            |
| 1836                                     | 1842    | Louis Jousselin (1804-1861)       |           | Médecin, maire de Rochefort-sur-Loire                                                                       |
| 1842                                     | 1848    | Alexandre Desmazières (1804-1853) |           | Percepteur des contributions directes, maire de Denée                                                       |
|                                          |         |                                   |           | |
| 1919                                     | 1922    | Furcy Houdet                      |           | Maire de Rochefort-sur-Loire                                                                                |
| 1922                                     | 1934    | René Grimault                     |           | Notaire, maire de Chalonnes-sur-Loire                                                                       |
| 1934                                     | 1940    | Eugène Robin                      | URD       | Exportateur de graines fourragères Conseiller municipal de Chalonnes-sur-Loire                              |
| 1940                                     |         |                                   |           | Les conseils d'arrondissement ont été suspendus par la loi du 12 octobre 1940 et n'ont jamais été réactivés |
| Les données manquantes sont à compléter. |         |                                   |           | |

### Conseillers généraux de 1833 à 2015
Le canton de Chalonnes-sur-Loire est la circonscription électorale servant à l'élection des conseillers généraux, membres du conseil général de Maine-et-Loire.
| Période | Période      | Identité                                                      | Étiquette           | Qualité |
| ------- | ------------ | ------------------------------------------------------------- | ------------------- | --- |
| 1833    | 1852         | Pierre-Honoré Fleury                                          |                     | Propriétaire et notaire Maire de Chalonnes-sur-Loire                                                                        |
| 1852    | 1854 (décès) | Comte Emmanuel de Las Cases                                   | Orléaniste          | Administrateur des mines de Chalonnes-sur-Loire Député (1830-1848) - Sénateur (1852-1854)                                   |
| 1855    | 1871         | Comte puis Baron Barthélémy de Las Cases (frère du précédent) | Majorité dynastique | Administrateur des mines de Chalonnes-sur-Loire Maire de Chalonnes-sur-Loire Député (1857-1869)                             |
| 1871    | 1887 (décès) | Ernest Amand Chevalier                                        |                     | Procureur général à Angers Propriétaire à Chalonnes-sur-Loire                                                               |
| 1888    | 1889         | Léon Cousin                                                   |                     | Maire de Chalonnes-sur-Loire                                                                                                |
| 1889    | 1940         | Lucien Frémy (1861-1942)                                      | RG                  | Propriétaire et industriel à Chalonnes-sur-Loire                                                                            |
|         |              |                                                               |                     | |
| 1945    | 1961         | Eugène Robin                                                  | DVD                 | Exportateur de graines fourragères Conseiller municipal de Chalonnes-sur-Loire, ancien conseiller d'arrondissement          |
| 1961    | 1967         | Jean Fouillet (1921-1984)                                     | UNR puis UDR        | Médecin Maire de Rochefort-sur-Loire (1965-1984)                                                                            |
| 1967    | 1973         | Raymond Boussarie (1914-2008)                                 | DVD                 | Pharmacien |
| 1973    | 1984 (décès) | Jean Fouillet                                                 | DVD                 | Maire de Rochefort-sur-Loire                                                                                                |
| 1984    | 1985         | Alain Poirier                                                 | DVG                 | Kinésithérapeute Maire de Chalonnes-sur-Loire (1977-1995)                                                                   |
| 1985    | 2004         | Michel Bordereau                                              | UDF-CDS             | Directeur de la Maison familiale Maire de Chalonnes-sur-Loire (1995-2008) Suppléant du député Dominique Richard (2002-2007) |
| 2004    | mars 2015    | Stella Dupont                                                 | PS                  | Comptable Maire de Chalonnes-sur-Loire (2008-2017) puis députée (2017-)                                                     |

#### Résultats électoraux détaillés
- Élections cantonales de 2004 : Stella Dupont (PS) est élue au 2e tour avec 53,65 % des suffrages exprimés, devant Michel Bordereau (UDF) (46,35 %). Le taux de participation est de 71,02 % (5 873 votants sur 8 269 inscrits)[21].
- Élections cantonales de 2011 : Stella Dupont (PS) est élue au 1er tour avec 51,91 % des suffrages exprimés, devant Jean-Claude Sancereau (UMP) (28,01 %) et Sébastien Cornec  (Divers droite) (8,67 %). Le taux de participation est de 35,85 % (16 655 votants sur 46 456 inscrits)[22].

### Conseillers départementaux partir de 2015
À partir du renouvellement des assemblées départementales de 2015, le canton devient la circonscription électorale servant à l'élection des conseillers départementaux, membres du conseil départemental de Maine-et-Loire.
| Période élective | Période élective | Mandat | Mandat   | Identité             | Nuance | Nuance | Qualité                                                              |
| ---------------- | ---------------- | ------ | -------- | -------------------- | ------ | ------ | -------------------------------------------------------------------- |
| 2015             | 2021             | 2015   | en cours | Marie-Paule Chesneau |        | DVD    | Infirmière puéricultrice Adjointe au maire de Saint-Germain-des-Prés |
| 2015             | 2021             | 2015   | en cours | Alain Maingot        |        | DVD    | Juriste Conseiller municipal de Chalonnes-sur-Loire                  |
| 2021             | 2028             | 2021   | en cours | Marie-Paule Chesneau |        | DVD    | Conseillère sortante                                                 |
| 2021             | 2028             | 2021   | en cours | Alain Maingot        |        | DVD    | Conseiller sortant, adjoint au maire de Chalonnes-sur-Loire          |

### Résultats détaillés

#### Élections de mars 2015
À l'issue du 1er tour des élections départementales de 2015, deux binômes sont en ballottage : Christelle Janneau et Martial Ruppert (Union de la Gauche, 32,99 %) et Marie-Paule Chesneau et Alain Maingot (Union de la Droite, 32,61 %). Le taux de participation est de 52,77 % (12 786 votants sur 24 230 inscrits) contre 49,68 % au niveau départemental et 50,17 % au niveau national.
Au second tour, Marie-Paule Chesneau et Alain Maingot (Union de la Droite) sont élus avec 53,88 % des suffrages exprimés et un taux de participation de 51,67 % (6 144 voix pour 12 520 votants et 24 230 inscrits).

#### Élections de juin 2021
Le premier tour des élections départementales de 2021 est marqué par un très faible taux de participation (33,26 % au niveau national). Dans le canton de Chalonnes-sur-Loire, ce taux de participation est de 30,06 % (7 696 votants sur 25 604 inscrits) contre 29,36 % au niveau départemental. À l'issue de ce premier tour, deux binômes sont en ballottage : Marie-Paule Chesneau et Alain Maingot (DVD, 59,77 %) et Bettina Djerroud et Théodore Kingue (Union à gauche avec des écologistes, 40,23 %).
Le second tour des élections est marqué une nouvelle fois par une abstention massive équivalente au premier tour. Les taux de participation sont de 34,36 % au niveau national, 30,37 % dans le département et 31,63 % dans le canton de Chalonnes-sur-Loire. Marie-Paule Chesneau et Alain Maingot (DVD) sont élus avec 60,66 % des suffrages exprimés (4 615 voix pour 8 100 votants et 25 609 inscrits),,.

## Composition

### Composition avant 2015
Le canton regroupait cinq communes.
| Nom                             | Code Insee | Codepostal | Superficie (km2) | Population (dernière pop. légale) | Densité (hab./km2) |
| ------------------------------- | ---------- | ---------- | ---------------- | --------------------------------- | ------------------ |
| Chalonnes-sur-Loire (chef-lieu) | 49063      | 49290      | 38,35            | 6 550 (2012)                      | 171                |
| Chaudefonds-sur-Layon           | 49082      | 49290      | 14,77            | 960 (2012)                        | 65                 |
| Denée                           | 49120      | 49190      | 15,60            | 1 396 (2012)                      | 89                 |
| Rochefort-sur-Loire             | 49259      | 49190      | 28,01            | 2 274 (2012)                      | 81                 |
| Saint-Aubin-de-Luigné           | 49265      | 49190      | 15,19            | 1 237 (2012)                      | 81                 |

### Composition depuis 2015
Lors du redécoupage de 2014, le canton de Chalonnes-sur-Loire groupait dix-sept communes. Ce nombre est porté à 18 le 31 décembre 2015 avec le transfert de la commune du Fresne-sur-Loire dans le département de Maine-et-Loire et enfin à nouveau ramené 17 le 1er janvier 2016 avec la fusion du Fresne-sur-Loire et de Ingrandes en une commune nouvelle (Ingrandes-Le Fresne sur Loire).
À la suite de la création au 15 décembre 2016 de la commune nouvelle Val d'Erdre-Auxence, le nombre de communes descend à 15.
À la suite du décret du 5 mars 2020, la commune nouvelle de Val-du-Layon est entièrement rattachée au canton de Chemillé-en-Anjou. Le canton comprend désormais 13 communes entières et une fraction.
| Nom                                         | Code Insee | Intercommunalité             | Superficie (km2) | Population (dernière pop. légale)              | Densité (hab./km2) | Modifier                                    |
| ------------------------------------------- | ---------- | ---------------------------- | ---------------- | ---------------------------------------------- | ------------------ | ------------------------------------------- |
| Chalonnes-sur-Loire (bureau centralisateur) | 49063      | CC Loire Layon Aubance       | 38,35            | 6 541 (2022)                                   | 171                | modifier les données · modifier les données |
| Bécon-les-Granits                           | 49026      | CC des Vallées du Haut-Anjou | 46,17            | 2 781 (2022)                                   | 60                 | modifier les données · modifier les données |
| Champtocé-sur-Loire                         | 49068      | CC Loire Layon Aubance       | 36,76            | 1 837 (2022)                                   | 50                 | modifier les données · modifier les données |
| Chaudefonds-sur-Layon                       | 49082      | CC Loire Layon Aubance       | 14,77            | 941 (2022)                                     | 64                 | modifier les données · modifier les données |
| Denée                                       | 49120      | CC Loire Layon Aubance       | 15,60            | 1 448 (2022)                                   | 93                 | modifier les données · modifier les données |
| Erdre-en-Anjou                              | 49367      | CC des Vallées du Haut-Anjou | 89,94            | Fraction : 2 009 (2022) Commune : 5 784 (2022) | 64                 | modifier les données · modifier les données |
| Ingrandes-le-Fresne-sur-Loire               | 49160      | CC du Pays d'Ancenis         | 25,66            | 3 069 (2022)                                   | 120                | modifier les données · modifier les données |
| La Possonnière                              | 49247      | CC Loire Layon Aubance       | 18,36            | 2 478 (2022)                                   | 135                | modifier les données · modifier les données |
| Rochefort-sur-Loire                         | 49259      | CC Loire Layon Aubance       | 28,01            | 2 332 (2022)                                   | 83                 | modifier les données · modifier les données |
| Saint-Augustin-des-Bois                     | 49266      | CC des Vallées du Haut-Anjou | 27,28            | 1 283 (2022)                                   | 47                 | modifier les données · modifier les données |
| Saint-Georges-sur-Loire                     | 49283      | CC Loire Layon Aubance       | 33,36            | 3 787 (2022)                                   | 114                | modifier les données · modifier les données |
| Saint-Germain-des-Prés                      | 49284      | CC Loire Layon Aubance       | 19,76            | 1 396 (2022)                                   | 71                 | modifier les données · modifier les données |
| Val d'Erdre-Auxence                         | 49183      | CC des Vallées du Haut-Anjou | 130,24           | 4 967 (2022)                                   | 38                 | modifier les données · modifier les données |
| Canton de Chalonnes-sur-Loire               | 4910       |                              |                  | 34 869 (2022)                                  |                    | modifier les données                        |

## Démographie

### Démographie avant 2015
| 1962  | 1968  | 1975  | 1982  | 1990   | 1999   | 2006   | 2011   | 2012   |
| ----- | ----- | ----- | ----- | ------ | ------ | ------ | ------ | ------ |
| 8 246 | 8 458 | 8 875 | 9 849 | 10 146 | 10 624 | 11 471 | 12 367 | 12 417 |

### Démographie depuis 2015
En 2022, le canton comptait 34 869 habitants, en évolution de −2,23 % par rapport à 2016 (Maine-et-Loire : +2,12 %, France hors Mayotte : +2,11 %).
| 2013   | 2018   | 2022   |
| ------ | ------ | ------ |
| 34 204 | 35 752 | 34 869 |